# Diocèse d'Atambua
Le diocèse d'Atambua (en latin : Dioecesis Atambuensis) est une Église particulière de l'Église catholique en Indonésie, dont le siège est à Atambua, une ville de la province des petites îles de la Sonde orientales.

## Histoire
Le vicariat apostolique du Timor hollandais est érigée le 25 mai 1936 par détachement du vicariat apostolique des petites iles de la Sonde. Il est rebaptisé en 1948 vicariat apostolique d'Atambua. Il est érigé en diocèse le 3 janvier 1961 lors de la réorganisation des juridictions catholiques en Indonésie. Il est alors suffragant de l'archidiocèse d'Ende.
Le 13 avril 1967, son territoire est partagé pour créer le nouveau diocèse de Kupang. Ce dernier est élevé au range d'archidiocèse métropolitain le 23 octobre 1989 et le diocèse d'Atambua en devient suffragant. Comme les autres diocèses des petites îles de la Sonde orientale, l'administration du diocèse d'Atambua a longtemps été confiée à des prêtres de la Société du Verbe-Divin (S.V.D.).

## Organisation
Le diocèse est frontalier du Timor oriental et compte 56 paroisses dont la cathédrale Sainte-Marie-Immaculée d'Atambua

## Ordinaires du diocèse

### Vicaires apostolique
- Jacques Pessers, S.V.D. (1937-1957),
- Theodorus van den Tillaart, S.V.D. (1957-1961),

### Évêques
- Theodorus van den Tillaart, S.V.D. (1961-1984),
- Anton Pain Ratu, S.V.D. (1984-2007),
- Dominikus Saku, (2007- ).

## Source
- Catholic-Hierarchy